# Convolvulus oppositifolius
Convolvulus oppositifolius är en vindeväxtart som beskrevs av A.H. Alfarhan. Convolvulus oppositifolius ingår i släktet vindor, och familjen vindeväxter. Inga underarter finns listade i Catalogue of Life.